# رينيه روي (اقتصادي)
رينيه روي (بالفرنسية: René Roy)‏ هو اقتصادي فرنسي، ولد في 21 مايو 1894 في باريس في فرنسا، وتوفي بنفس المكان في 27 يناير 1977.